# ŽNK Ombla Dubrovnik
ŽNK Ombla je ženski nogometni klub iz Dubrovnika.
Seniorke se natječu u 2. HNL – Jug. Omladinski pogon čine kadetkinje i pionirke koje se natječu u ligi mladeži 2. HNL – Jug. Početnice se natječu u gradskoj ligi Dubrovnik kao jedina ženska ekipa. Treninzi su na gradskom stadionu Lapad.

## Povijest
Ženski nogometni klub Ombla osnovan je 8. studenoga 1999. godine. 
Trenutačno se natječe u 2. hrvatskoj nogometnoj ligi za žene.  